# Ronde van Frankrijk 2009/Zeventiende etappe
De zeventiende etappe van de Ronde van Frankrijk 2009 werd verreden op woensdag 22 juli 2009 over een afstand van 169,5 kilometer tussen Bourg-Saint-Maurice en Le Grand-Bornand. Op het programma stond een Alpencol van de tweede categorie en vier cols van de eerste categorie.

## Verloop
De Tourkaravaan begon rond half 1 aan de zeventiende etappe, die voor velen als de koninginnenrit gezien wordt. Sylvain Chavanel gaf het startschot voor een ontsnapping na 5 kilometer, er ontstond een kopgroep van 20 renners. Ook Denis Mensjov zat hierin, die hiermee aan zijn compleet mislukte Tour nog wat glans probeerde te geven. De Noor Thor Hushovd kon zich nog aansluiten, dit deed hij met oog op de te pakken punten van de tussensprints. Hushovd deed dus goede zaken voor de groene trui, Franco Pellizotti deed dat voor de bergtrui. De etappe stond, mede door de gladheid, in het teken van veel valpartijen. Zo viel Amets Txurruka in de afdaling en Denis Mensjov zelfs twee keer. Voor Kenny van Hummel, die alweer op grote achterstand reed, betekende een valpartij op de Saisies het einde van de Tour.
Op de Col du Romme kwam er een heel ander beeld, de klassementsrenners gaven gas en haalden de kopgroep bij. Carlos Sastre opende het bal met een demarrage, maar zijn inspanningen waren voor niets. De versnelling van de gebroeders Schleck had wél grote gevolgen. Alberto Contador kon deze aanval simpel pareren, net als zijn ploegmaat Andreas Klöden. Bradley Wiggins, Christian Vande Velde en Lance Armstrong moesten passen, Denis Mensjov was toen al in geen velden of wegen te bekennen. Kort voor de top van de Col de la Colombière versnelde Contador, maar het enige slachtoffer was Klöden.
In de afdaling naar de meet wisten de gebroeders Schleck en Contador zeker dat ze voor de zege mochten sprinten. Alberto Contador leek er vrede mee te hebben dat de winst naar Fränk Schleck ging, ook zijn jongere broer Andy Schleck vond het goed dat hij met de eer ging strijken. Vincenzo Nibali kwam twee minuten later als vierde binnen, net voor Lance Armstrong en de moegestreden Andreas Klöden. Bradley Wiggins zakte van de derde naar de zevende plaats, de verliezers van de tour Denis Mensjov(+21.31) en Cadel Evans(+29.43) kwamen op grote achterstand binnen.

### Bergsprints
| Beklimming Cormet de Roselend na 18,0 km | Beklimming Cormet de Roselend na 18,0 km | Beklimming Cormet de Roselend na 18,0 km | 1e cat. 18,1 km à 5,7 % | 1e cat. 18,1 km à 5,7 % |
| Plaats                                   | Naam                                     | Naam                                     | Punten                  |                         |
| Winnaar                                  | Franco Pellizotti                        | Franco Pellizotti                        | 15                      |                         |
| 2                                        | Sandy Casar                              | Sandy Casar                              | 13                      |                         |
| 3                                        | Sylvain Chavanel                         | Sylvain Chavanel                         | 11                      |                         |
| 4                                        | José Luis Arrieta                        | José Luis Arrieta                        | 9                       |                         |
| 5                                        | Christophe Kern                          | Christophe Kern                          | 8                       |                         |
| 6                                        | Jurgen Van den Broeck                    | Jurgen Van den Broeck                    | 7                       |                         |
| 7                                        | David Zabriskie                          | David Zabriskie                          | 6                       |                         |
| 8                                        | Denis Mensjov                            | Denis Mensjov                            | 5                       |                         |

| Beklimming Col des Saisies na 56,0 km | Beklimming Col des Saisies na 56,0 km | Beklimming Col des Saisies na 56,0 km | 1e cat. 15,1 km à 6 % | 1e cat. 15,1 km à 6 % |
| Plaats                                | Naam                                  | Naam                                  | Punten                |                       |
| Winnaar                               | Thor Hushovd                          | Thor Hushovd                          | 15                    |                       |
| 2                                     | Franco Pellizotti                     | Franco Pellizotti                     | 13                    |                       |
| 3                                     | Christophe Kern                       | Christophe Kern                       | 11                    |                       |
| 4                                     | Egoi Martínez                         | Egoi Martínez                         | 9                     |                       |
| 5                                     | Amets Txurruka                        | Amets Txurruka                        | 8                     |                       |
| 6                                     | Denis Mensjov                         | Denis Mensjov                         | 7                     |                       |
| 7                                     | Jurgen Van den Broeck                 | Jurgen Van den Broeck                 | 6                     |                       |
| 8                                     | Carlos Barredo                        | Carlos Barredo                        | 5                     |                       |

| Beklimming Côte d'Araches na 111,5 km | Beklimming Côte d'Araches na 111,5 km | Beklimming Côte d'Araches na 111,5 km | 2e cat. 6,3 km à 7 % | 2e cat. 6,3 km à 7 % |
| Plaats                                | Naam                                  | Naam                                  | Punten               |                      |
| Winnaar                               | Thor Hushovd                          | Thor Hushovd                          | 10                   |                      |
| 2                                     | Franco Pellizotti                     | Franco Pellizotti                     | 9                    |                      |
| 3                                     | Egoi Martínez                         | Egoi Martínez                         | 8                    |                      |
| 4                                     | Christophe Kern                       | Christophe Kern                       | 7                    |                      |
| 5                                     | Jurgen Van den Broeck                 | Jurgen Van den Broeck                 | 6                    |                      |
| 6                                     | David Zabriskie                       | David Zabriskie                       | 5                    |                      |

| Beklimming Col de Romme na 140,5 km | Beklimming Col de Romme na 140,5 km | Beklimming Col de Romme na 140,5 km | 1e cat. 8,8 km à 8,9 % | 1e cat. 8,8 km à 8,9 % |
| Plaats                              | Naam                                | Naam                                | Punten                 |                        |
| Winnaar                             | Fränk Schleck                       | Fränk Schleck                       | 15                     |                        |
| 2                                   | Andy Schleck                        | Andy Schleck                        | 13                     |                        |
| 3                                   | Alberto Contador                    | Alberto Contador                    | 11                     |                        |
| 4                                   | Andreas Klöden                      | Andreas Klöden                      | 9                      |                        |
| 5                                   | Vincenzo Nibali                     | Vincenzo Nibali                     | 8                      |                        |
| 6                                   | Christian Vande Velde               | Christian Vande Velde               | 7                      |                        |
| 7                                   | Bradley Wiggins                     | Bradley Wiggins                     | 6                      |                        |
| 8                                   | Lance Armstrong                     | Lance Armstrong                     | 5                      |                        |

| Beklimming Col de la Colombière na 154,5 km | Beklimming Col de la Colombière na 154,5 km | Beklimming Col de la Colombière na 154,5 km | 1e cat. 7,5 km à 8,5 % | 1e cat. 7,5 km à 8,5 % |
| Plaats                                      | Naam                                        | Naam                                        | Punten                 |                        |
| Winnaar                                     | Fränk Schleck                               | Fränk Schleck                               | 30                     |                        |
| 2                                           | Andy Schleck                                | Andy Schleck                                | 26                     |                        |
| 3                                           | Alberto Contador                            | Alberto Contador                            | 22                     |                        |
| 4                                           | Andreas Klöden                              | Andreas Klöden                              | 18                     |                        |
| 5                                           | Lance Armstrong                             | Lance Armstrong                             | 16                     |                        |
| 6                                           | Vincenzo Nibali                             | Vincenzo Nibali                             | 14                     |                        |
| 7                                           | Bradley Wiggins                             | Bradley Wiggins                             | 12                     |                        |
| 8                                           | Christophe Moreau                           | Christophe Moreau                           | 10                     |                        |

### Tussensprints
| Tussensprint Praz-sur-Arly na 75,5 km |                  |        |
| Plaats                                | Naam             | Punten |
| Winnaar                               | Thor Hushovd     | 6      |
| 2                                     | Sylvain Chavanel | 4      |
| 3                                     | Christophe Kern  | 2      |

| Tussensprint Cluses na 126,0 km |                 |        |
| Plaats                          | Naam            | Punten |
| Winnaar                         | Thor Hushovd    | 6      |
| 2                               | Christophe Kern | 4      |
| 3                               | Thomas Voeckler | 2      |

## Uitslag
| Rang | Renner                | Land                | Ploeg          | Tijd      |
| ---- | --------------------- | ------------------- | -------------- | --------- |
| 1    | Fränk Schleck         | Luxemburg           | Team Saxo Bank | 4u 53'54" |
| 2    | Alberto Contador      | Spanje              | Astana         | z.t.      |
| 3    | Andy Schleck          | Luxemburg           | Team Saxo Bank | z.t.      |
| 4    | Vincenzo Nibali       | Italië              | Liquigas       | op 02'18" |
| 5    | Lance Armstrong       | Verenigde Staten    | Astana         | z.t.      |
| 6    | Andreas Klöden        | Duitsland           | Astana         | op 02'27" |
| 7    | Bradley Wiggins       | Verenigd Koninkrijk | Team Garmin    | op 03'07" |
| 8    | Christophe Moreau     | Frankrijk           | Agritubel      | op 04'09" |
| 9    | Christian Vande Velde | Verenigde Staten    | Team Garmin    | op 04'09" |
| 10   | Rémi Pauriol          | Frankrijk           | Cofidis        | op 06'10" |

## Strijdlustigste renner
| Renner       | Land      | Ploeg   |
| ------------ | --------- | ------- |
| Thor Hushovd | Noorwegen | Cervélo |

## Algemeen klassement
| Rang | Renner                | Land                | Ploeg              | Tijd      |
| ---- | --------------------- | ------------------- | ------------------ | --------- |
|      | Alberto Contador      | Spanje              | Astana             | 72u27'09" |
| 2    | Andy Schleck          | Luxemburg           | Team Saxo Bank     | op 02'26" |
| 3    | Fränk Schleck         | Luxemburg           | Team Saxo Bank     | op 03'25" |
| 4    | Lance Armstrong       | Verenigde Staten    | Astana             | op 03'55" |
| 5    | Andreas Klöden        | Duitsland           | Astana             | op 04'44" |
| 6    | Bradley Wiggins       | Verenigd Koninkrijk | Team Garmin        | op 04'53" |
| 7    | Vincenzo Nibali       | Italië              | Liquigas           | op 05'09" |
| 8    | Christian Vande Velde | Verenigde Staten    | Team Garmin        | op 08'08" |
| 9    | Christophe Le Mével   | Frankrijk           | Française des Jeux | op 09'19" |
| 10   | Mikel Astarloza       | Spanje              | Euskaltel-Euskadi  | op 10'50" |

## Nevenklassementen

### Puntenklassement
| Rang | Renner             | Land                | Ploeg            | Punten |
| ---- | ------------------ | ------------------- | ---------------- | ------ |
|      | Thor Hushovd       | Noorwegen           | Cervélo          | 230    |
| 2    | Mark Cavendish     | Verenigd Koninkrijk | Team Columbia    | 200    |
| 3    | José Joaquín Rojas | Spanje              | Caisse d'Epargne | 126    |

### Bergklassement
| Rang | Renner            | Land      | Ploeg             | Punten |
| ---- | ----------------- | --------- | ----------------- | ------ |
|      | Franco Pellizotti | Italië    | Liquigas          | 196    |
| 2    | Egoi Martínez     | Spanje    | Euskaltel-Euskadi | 118    |
| 3    | Pierrick Fédrigo  | Frankrijk | Bouygues          | 97     |

### Jongerenklassement
| Rang | Renner          | Land      | Ploeg          | Tijd      |
| ---- | --------------- | --------- | -------------- | --------- |
|      | Andy Schleck    | Luxemburg | Team Saxo Bank | 72u29'35" |
| 2    | Vincenzo Nibali | Italië    | Liquigas       | op 02'43" |
| 3    | Roman Kreuziger | Tsjechië  | Liquigas       | op 08'26" |

### Ploegenklassement
| Rang | Ploeg  | Land             | Tijd       |
| ---- | ------ | ---------------- | ---------- |
|      | Astana | Kazachstan       | 215u55'13" |
| 2    | Garmin | Verenigde Staten | op 16'12"  |
| 3    | AG2R   | Frankrijk        | op 16'33"  |

1e etappe ·
2e etappe ·
3e etappe ·
4e etappe ·
5e etappe ·
6e etappe ·
7e etappe ·
8e etappe ·
9e etappe ·
10e etappe ·
11e etappe ·
12e etappe ·
13e etappe ·
14e etappe ·
15e etappe ·
16e etappe ·
17e etappe ·
18e etappe ·
19e etappe ·
20e etappe ·
21e etappe
Startlijst · Eindstanden · Afbeeldingen